# Noël De Vleeschauwer
Noël De Vleeschauwer (Ophasselt, 27 december 1925 - 15 mei 2008) was een Belgische politicus voor de CVP en ondernemer. Hij was burgemeester van Ophasselt.

## Biografie
Verschillende leden van de familie De Vleeschauwer waren in het begin van de 20ste eeuw hoefsmid. Een aantal broers specialiseerden zich later op het vervaardigen van landbouwwerktuigen en na de bouw van een gieterij in 1921 werd men bekend met de productie van de raapmolen of bietenmolen "La Rapide". De smidse groeide uit tot een internationaal bekend bedrijf, dat later op de productie van wasmachines overschakelde. Ook Noël De Vleeschauwer werd later een van de eigenaars en bestuurders van het familiebedrijf. Hij huwde met Maria De Turck, uit een bloemmolensfamilie.
De Vleeschauwer werd in Ophasselt actief in de gemeentepolitiek voor de CVP. In 1952 werd hij burgemeester van Ophasselt. Hij bleef burgemeester tot 1976, waarna Ophasselt een deelgemeente werd van Geraardsbergen. Hij was zo de laatste burgemeester van Ophasselt geweest.
Hij was actief in het verenigingsleven in Ophasselt en was stichter van voetbalclub Rapide Club Ophasselt. Op latere leeftijd ging hij in Knokke wonen.